# Sadabad
Sadabad é uma cidade e uma nagar panchayat no distrito de Hathras, no estado indiano de Uttar Pradesh.

## Geografia
Sadabad está localizada a 27° 27′ N, 78° 03′ L. Tem uma altitude média de 175 metros (574 pés).

## Demografia
Segundo o censo de 2001, Sadabad tinha uma população de 31,737 habitantes. Os indivíduos do sexo masculino constituem 53% da população e os do sexo feminino 47%. Sadabad tem uma taxa de literacia de 53%, inferior à média nacional de 59.5%: a literacia no sexo masculino é de 61% e no sexo feminino é de 43%. Em Sadabad, 18% da população está abaixo dos 6 anos de idade.